# Bruno Funchal
Bruno Funchal (Rio de Janeiro, 11 de dezembro de 1978) é economista e professor. Foi Secretário do Tesouro Nacional e Secretário Especial do Tesouro e Orçamento do Ministério da Economia do Brasil. Atualmente é CEO da Bradesco Asset.

## Biografia
Bruno Funchal nasceu no Rio de Janeiro em 11 de dezembro de 1978. Formado em economia pela Universidade Federal Fluminense, é doutor em Economia pela Fundação Getúlio Vargas (FGV) - RJ, com pós-doutorado pelo Instituto Nacional de Matemática Pura e Aplicada - IMPA. Foi pesquisador visitante na Universidade da Pensilvânia e é pesquisador do Conselho Nacional de Desenvolvimento Científico e Tecnológico (CNPq) e professor titular da FUCAPE Business School. Foi comentarista de economia da CBN Vitória com o quadro “Economia e Você” (2012 a 2017). 
Em 2017 e 2018, Funchal foi secretário de Fazenda do Espírito Santo e um dos responsáveis pelo processo de ajuste das contas públicas. Estava no cargo quando o estado foi o único que recebeu nota A do Tesouro Nacional.
Desde 2019, como diretor na Secretaria de Fazenda, foi um dos técnicos responsáveis para elaboração do projeto do Pacto Federativo. Em julho de 2020, foi indicado pelo ministro Paulo Guedes e pelo seu antecessor, Mansueto Almeida, para o cargo de secretário do Tesouro Nacional. Em maio de 2021, assumiu o comando da secretaria Especial do Tesouro e Orçamento, antiga secretaria Especial de Fazenda.
Foi presidente do Conselho Fiscal da Caixa Econômica Federal de dezembro de 2019 até novembro de 2020.
Em outubro de 2021, após o anúncio de um possível rompimento do teto de gastos, o economista acabou deixando o cargo de secretário especial do Tesouro e Orçamento alegando motivos pessoais. Após a sua saída Bruno agradeceu ao Ministro Paulo Guedes pela oportunidade.
Em maio de 2022 assumiu o posto de CEO da Bradesco Asset Management, a segunda maior gestora privada do Brasil. 

## Publicações

### Principais Artigos Acadêmicos
- Coelho, C. A. ; De Mello, J. M. ; FUNCHAL, B. . The Brazilian Payroll Lending Experiment. The Review of Economics and Statistics, v. 4, p. 925, 2012.[2]

- ARAUJO, Aloisio P.; FERREIRA, Rafael V.X.; FUNCHAL, Bruno. The Brazilian bankruptcy law experience. Journal of Corporate Finance (Amsterdam. Print), v. 18, p. 994-1004, 2012.[2]

- FUNCHAL, Bruno; MONTE-MOR, Danilo Soares. Corporate Governance and Credit Access in Brazil: The Sarbanes-Oxley Act as a Natural Experiment. Corporate Governance - An International Review, v. 24, p. 528-547, 2016.[2]

- ARAUJO, Aloisio ; FUNCHAL, Bruno . How Much Should Debtors be Punished in Case of Default?. Journal of Financial Services Research , v. 47, p. 229-245, 2013.[2]

- FUNCHAL, B. The effects of the 2005 Bankruptcy Reform in Brazil?. Economics Letters, v. 101, p. 84-86, 2008.[2]

- ARAUJO, A.; FERREIRA, R.; FUNCHAL, B.. Regulating collateral, bankruptcy and the case of Brazil. In: After the Flood: How the Great Recession Changed Economic Thought. 1ed.Chicago: Chicago Press, 2017.[2]